# الیور (جورجیا)
الیور، جورجیا (به انگلیسی: Oliver, Georgia) یک شهر در ایالات متحده آمریکا با جمعیت ۲۵۳ نفر است که در جورجیا واقع شده‌است.

## موقعیت جغرافیایی
موقعیت جغرافیایی شهرها و مناطق اطراف به شرح زیر است: